# Las2orillas
Las2orillas es una publicación digital colombiana, publicada por primera vez el 13 de junio de 2013 por un grupo de periodistas liderado por María Elvira Bonilla.

## Premios obtenidos
- El II Premio de Periodismo Construcción de Memoria Histórica 10 de diciembre de 2015[3] organizado por el Centro de Memoria, Paz y Reconciliación con el apoyo del Círculo de Periodistas de Bogotá
- El 5° Premio Franco-Alemán de Derechos Humanos “Antonio Nariño” 2014 organizado por la Embajada de Francia en Colombia y la Embajada de Alemania en Colombia le otorgaron la mención de Honor para Medios de Comunicación gracias a la sección Nota Ciudadana por su pluralismo informativo y participativo.[4]
- Finalistas del Premio Nacional de Periodismo CPB (Círculo de Periodistas de Bogotá) 2015 en la categoría de 'Medios Digitales' por la investigación “El destape de la mermelada” realizada en cinco entregas.[5]
- El premio a Mejor Medio Independiente Pro-Región 2013, organizado por el Diario Correo del Sur en su versión 2013.[6]

## Socios - Fundadores
- María Elvira Bonilla Otoya
- Elisa Pastrana
- Adriana Arcila
- León Valencia
- Natalia Orozco
- Fernando Otoya
- Rafael Santos
- Jorge Enrique Botero
- Margarita Londoño Vélez (QEPD)
- Alonso Salazar
- Adriana Mejía
- Ricardo Correa
- Sergio Álvarez

## Personal
- Directora / Fundadora: María Elvira Bonilla Otoya
- Editora de opinión / Fundadora: Elisa Pastrana
- Periodista / Fundadora: Adriana Arcila
- Consultor: Andrés Hernández Godoy
- Asistente administrativa: Soraida Acosta
- Gestor de Comunidad: Juan Martín Páez
- Editora Nota Ciudadana: Juan Pablo Ortega
- Periodista: Mauricio Cárdenas
- Periodista: Alison Rodríguez
- Periodista: Julián Narváez
- Periodista: Ramiro Pacheco
- Periodista: Daniel Murcia
- Periodista multimedia: Gustavo Márquez
- Editor/Reportero gráfico: Leonel Cordero
- Apoyo logístico: Miguel Pérez

## Columnistas
- Gustavo Álvarez Gardeazábal
- Piedad Córdoba
- Fernando Londoño
- Rafael Orduz
- Enrique Daza
- Manuel G. Jaimes "El Profe"
- Cecilia López Montaño
- Óscar Pulecio
- Carlos Jiménez
- Fabio Arias
- Edwin Palma
- Consuelo Ahumada
- Darién Giraldo
- Juan Manuel López
- Jorge Pulecio
- David Lara
- Hernán Suárez
- Gonzalo Castellanos
- Juan Carlos Buitrago
- Fabián Sanabria
- Gabriel Ángel
- Ana María Escallón
- Miguel Iriarte
- Oliver Lis (Andrés Óliver UCRÓS y Licht)
- Natalia Orduz
- Carlos Alonso Lucio
- Mariana Garcés
- Mauricio Botero
- Camilo Fidel López
- Nadím (caricaturista)
- Agusto Ibáñez
- Adriana Mejía
- María Clara Gracia